# Ava Sunshine Jemison
Ava Sunshine Jemison (20 giugno 2002) è una sciatrice alpina statunitense, vincitrice della Nor-Am Cup nel 2022.
Dalla stagione 2022-2023 si è iscritta alle gare come Ava Sunshine.

## Biografia
Originaria di Edwards e attiva dall'agosto del 2018, in Nor-Am Cup la Sunshine Jemison ha esordito il 2 gennaio 2019 a Georgian Peaks in slalom gigante, senza completare la prova, ha conquistato il primo podio il 9 febbraio 2022 nelle medesime località e specialità (3ª) e la prima vittoria l'11 febbraio seguente a Osler Bluff in slalom speciale; ai successivi Mondiali juniores di Panorama 2022 ha vinto la medaglia d'argento nel supergigante e in quella stessa stagione 2021-2022 ha vinto la Nor-Am Cup. Ha debuttato in Coppa del Mondo il 19 novembre 2022 a Levi in slalom speciale (21ª) e ai Campionati mondiali a Courchevel/Méribel 2023, dove non ha completato lo slalom speciale e non si è qualificata per la finale nel parallelo; è inattiva per infortunio dal settembre del 2023. Non ha preso parte a rassegne olimpiche.

## Palmarès

### Mondiali juniores
- 1 medaglia:
  - 1 argento (supergigante a Panorama 2022)

### Coppa del Mondo
- Miglior piazzamento in classifica generale: 104ª nel 2023

### Nor-Am Cup
- Vincitrice della Nor-Am Cup nel 2022
- Vincitrice della classifica di combinata nel 2022
- 5 podi:
  - 2 vittorie
  - 3 terzi posti

#### Nor-Am Cup - vittorie
| Data             | Località           | Paese       | Specialità |
| ---------------- | ------------------ | ----------- | ---------- |
| 11 febbraio 2022 | Osler Bluff        | Canada      | SL         |
| 14 febbraio 2022 | Whiteface Mountain | Stati Uniti | KB         |

Legenda:

SL = slalom speciale

KB = combinata

### Australia New Zealand Cup
- Vincitrice dell'Australia New Zealand Cup nel 2023
- Vincitrice della classifica di slalom speciale nel 2023
- 6 podi:
  - 1 vittoria
  - 5 secondi posti

#### Australia New Zealand Cup - vittorie
| Data           | Località     | Paese         | Specialità |
| -------------- | ------------ | ------------- | ---------- |
| 29 agosto 2023 | Coronet Peak | Nuova Zelanda | GS         |

Legenda:

GS = slalom gigante